# Charles de Gerville
Charles Alexis-Adrien Duhérissier de Gerville (Gervolle-la-Forêt, actualment integrat a Vesly (Manche), 19 de setembre del 1769 - Valognes, 26 de juliol del 1853) va ser un erudit, historiador, naturalista i arqueòleg francès.
Era fill del noble Charles de Gerville. Gerville va estudiar al col·legi de Coutances i, més tard, va estudiar dos cursos de dret a la Universitat de la ciutat de Caen.
Charles de Gerville va encunyar per primera vegada el terme romànic per referir-se a l'etapa de l'arquitectura que comprenia des de la caiguda de l'Imperi Romà fins al segle xii; el terme ja existia relacionat amb les llengües derivades del llatí (llengües romàniques) i ell el va utilitzar en una carta dirigida el 1818 al seu amic Arcisse de Caumont, un altre arqueòleg francès que va ser qui el va difondre en el seu Essai sur l'architecture du moyen âge, particulièrement en Normandie (Assaig sobre l'arquitectura medieval, particularment a Normandia), datat del 1824.

## Obres
- Voyage archéologique dans la Manche, 1818-1820
- Les Abbayes et les anciens châteaux de la Manche, 1825
- Recherches sur le Hague-dike et les premiers établissements militaires des Normands sur nos côtes, 1831
- Études géographiques et historiques sur le département de la Manche, 1854
- Les Châteaux de la Manche : l'arrondissement de Saint-Lô, 1989